# Bistum Chalan Kanoa
Das Bistum Chalan Kanoa (lat.: Dioecesis Vialembensis) ist ein Bistum der römisch-katholischen Kirche auf dem Außengebiet der Vereinigten Staaten der Nördlichen Marianen mit Sitz in Chalan Kanoa auf der Insel Saipan.

## Geschichte
Papst Johannes Paul II. gründete mit der Apostolischen Konstitution Properamus das Bistum am 8. November 1984 aus Gebietsabtretungen des Erzbistums Agaña, dem es auch als Suffraganbistum unterstellt ist.

## Bischöfe
- Tomas Aguon Camacho (1984–2010)
- Ryan Jimenez (2010–2024), danach Erzbischof von Agaña
- Romeo Duetao Convocar (seit 2024)

## Weblinks

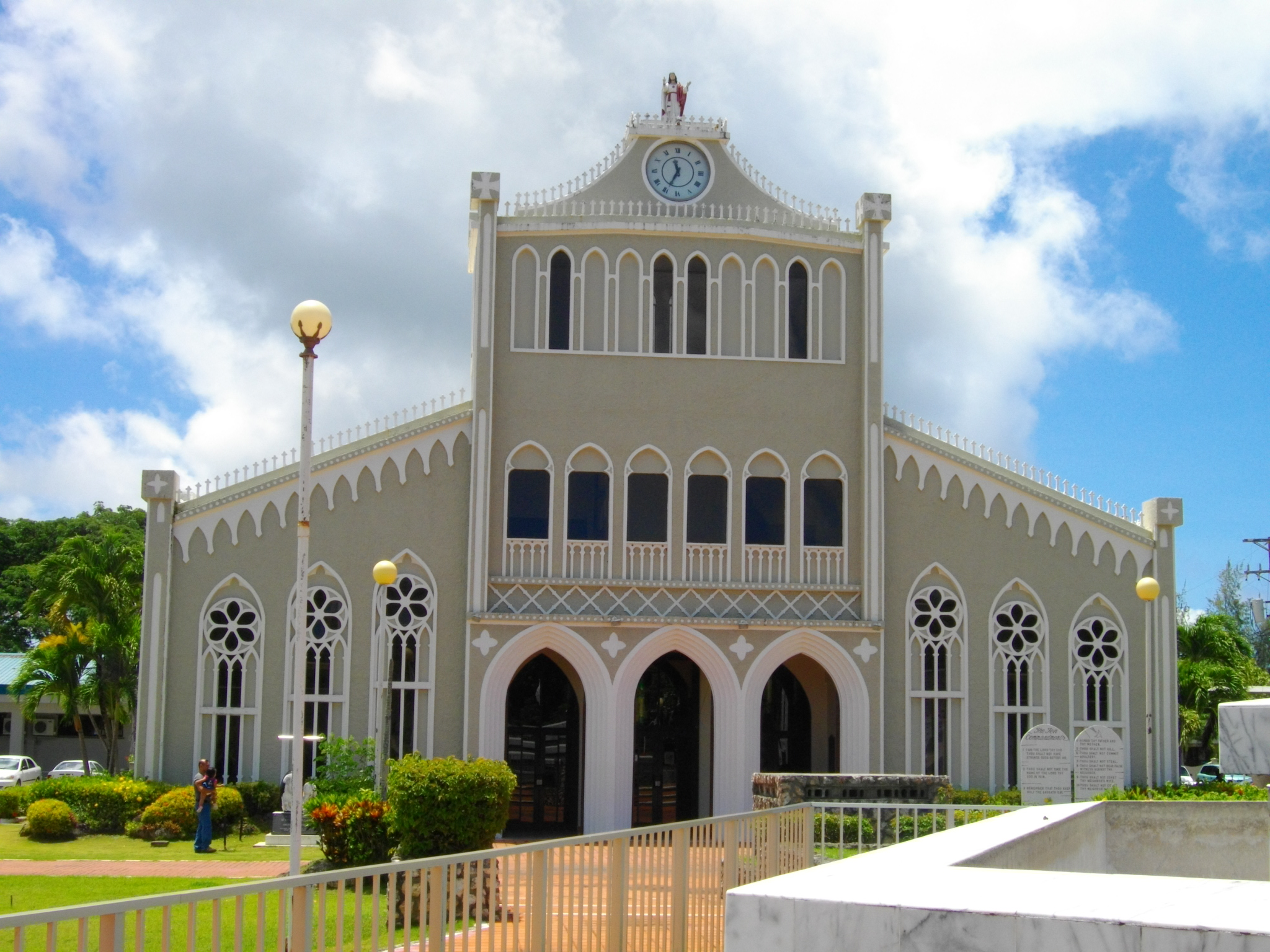
Cathedral of Our Lady of Mount Carmel